# Bellator 86
Bellator LXXXVI é um evento de MMA organizado pelo Bellator Fighting Championships, esperado para acontecer em 24 de janeiro de 2013 no WinStar World Casino em Thackerville, Oklahoma. Será transmitido no Spike TV.

## Resumo
O evento contará com duas lutas das quartas de final e com a disputa do Cinturão de Meio Médios do Bellator, além da estréia do ex-Campeão Meio Pesado do Strikeforce, Muhammed Lawal.